# Качур Вадим Миколайович
Вади́м Микола́йович Ка́чур (рос. Вади́м Никола́евич Ка́чур) 18 жовтня 1940 р. - 17 червня 2018 р. Радянський веслувальник на байдарці.

Заслужений тренер СРСР, заслужений тренер МРСР, заслужений тренер УРСР з веслування на байдарках і каное.

## Біографія
Народився 18 жовтня 1940 року в місті Херсоні. Навчався в середній школі № 2 міста Херсона. Пройшов військову службу в лавах танкових військ Радянсьскої Армії. Вищу освіту отримав, скінчивши в 1974 році Державний педагогічний інститут імені Іона Крянге, місто Кишинів.

### Спортивні досягнення
В 1958 році, виступаючи за добровільне спортивне товариство «Водник», під керівництвом свого тренера Ястребова Григорія Федоровича у 18-річному віці здобув звання чемпіона УРСР з веслування на байдарках серед дорослих. В тому самому 1958 році став срібним призером чемпіонату СРСР серед дорослих. В 1959 році повторно став чемпіоном УРСР. В цьому ж році Вадимові Качуру було присвоєно звання «Майстер спорту СРСР», та він був включений до складу збірної команди СРСР з веслування на байдарках і каное.
Неодноразовий чемпіон і призер чемпіонатів МРСР та Збройних сил СРСР з веслування на байдарках і каное, виступав за ЦСКА. В 1959—1962 роки проходив військову службу в спортивній роті при військової частині № 44605 Спортивного клубу Армії двічі Червонопрапорного Одеського військового округу в м.Дубоссари, МРСР, де продовжив спортивну діяльність.

### Тренерська та керівна діяльність в спорті
Під час строкової військової служби в 1960 році, рішенням Комітету з фізичної культури та спорту при Раді міністрів СРСР, Качур Вадим Миколайович був призначений «граючим» головним тренером збірної команди Одеського військового округу.
З 1962 року цілком перейшов на тренерську роботу. В період з 1964 по 1977 роки — головний тренер збірної МРСР з веслування на байдарках і каное. В цей самий час з 1965 по 1967 роки — тренер з веслування на байдарках юнацької збірної команди СРСР, с 1967 по 1974 роки — тренер з веслування на байдарках основної збірної команди СРСР.
За роки тренерської роботи Вадим Миколайович Качур підготував:
- 5 олімпійських чемпіонів;
- 17 чемпіонів світу;
- 15 чемпіонів Європи;
- 3 Заслужених майстра спорту СРСР та Заслуженого майстра спорту України;
- 29 майстрів спорту міжнародного класу;
- більш 110 майстрів спорту СРСР;
- більш 30 майстрів спорту України.

З 1970 по 1972 роки Вадим Качур підготував екіпаж байдарки-четвірки, до якого входили Юрій Філатов, Юрій Стеценко, Володимир Морозов (1940 р.н.), Валерій Діденко. Цей склад отримав перемогу на Літніх Олімпійських іграх 1972 в Мюнхені.
Інші досягнення його вихованців:
- Матвєєв Дмитро[8] — чемпіон Світу серед юнаків (1963 рік), чемпіон Європи серед юнаків (1963 рік), чемпіон Світу (1966 рік);
- Філатов Юрій[9] — чемпіон Літніх Олімпійських ігор 1972 в Мюнхені, чемпіон Літніх Олімпійських ігор 1976 в Монреалі, шестиразовий чемпіон Світу, неодноразовий чемпіон Європи;
- Цегоєв Олег[10] — чемпіон Світу (1973 рік) та чемпіон Європи (1973 рік);
- Борзуков Андрій[11] — чемпіон Світу (2003 рік) і т.і.;
- також 4 спортсмени зі складу вихованців Вадима Качура в різний час були удостоєні звання Заслужений тренер СРСР з веслування на байдарках і каное, а 16 — звання Заслужений тренер республіки СРСР (країни колишнього СНД).

За підготовку чемпіона Світу 24-річному тренеру Вадимові Качуру в 1964 році було присвоєно звання Заслужений тренер Молдавської РСР;

за підготовку збірної команди СРСР-2, яка зайняла 3-є командне місце на Чемпіонаті Європи — в 1969 році присвоєне звання Заслужений тренер СРСР;

за підготовку срібного призера Чемпіонату світу 1989 року та бронзового призера Чемпіонату світу 1990 року — Вадимові Миколайовичу Качуру в 1990 році присвоєне звання Заслужений тренер Української РСР.
В 1977 році Вадим Качур обіймає посаду директора Республіканської школи вищої спортивної майстерності, м. Кишинів, Молдавська РСР. За період з 1977 по 1982  роки Республіканська школа вищої спортивної майстерності під його керуванням підіймається у всесоюзній системі оцінки діяльності ШВСМ з 65 на 12 місце серед 130 шкіл СРСР.
В 1983 році Вадим Миколайович очолює Навчально-спортивне управління Комітету по фізичній культурі і спорту при Раді міністрів МРСР. В 1985 році займає піст 1 заступника Голови Комітету по фізичній культурі і спорту. Під безпосереднім керівництвом В. М. Качура підготовкою, зведена збірна команда Молдавської РСР в 1986 році підіймається з 13 на 9 місце на Спартакіаді народів СРСР.

З 1990 по 1999 роки Вадим Миколайович Качур працював директором Школи вищої спортивної майстерності (ШВСМ) на батьківщині, в місті Херсоні. В 1994 році Херсонська ШВСМ під його керівництвом за високий рівень кваліфікації та досягнення тренерського складу, отримує статус бази Олімпійської підготовки з веслувальних видів спорту. В 1996 році в складі збірної команди, яка представляла Україну на Літніх Олімпійських іграх 1996 року в Атланті, Херсонську Школу вищої спортивної майстерності представляє найбільша кількість вихованців — 12 спортсменів.

З 1999 по 2001 роки Вадим Качур працює головним тренером Національної збірної команди України з веслування на байдарках і каное. Під його керівництвом на Чемпіонаті Європи в 2000 році Українська збірна посіла 6 командне місце, а по кількості здобутих медалей — 4 місце. Під керівництвом Качура В. М. на Літніх Олімпійських іграх 2000 року в Сіднеї збірна команда України у фінальних заїздах була представлена 3 екіпажами, яки зайняли 5, 7 та 8 місця.
З 2007 по 2017 роки, перебуваючи в пенсійному віці, мешкав та працював в місті Гола Пристань, Херсонська область, Україна. Спортивну діяльність продовжував на посту директора Дитячо-юнацької спортивної школи міста Гола Пристань, відновленої зусиллями групи тренерів-однодумців під його керівництвом.

Помер 17 липня 2018 року в місті Гола Пристань, Херсонська область, Україна. Похований в Почесном секторі кладовища селища Геологів міста Херсона, Україна.

## Звання і державні нагороди
- Майстер спорту СРСР (1959)
- Заслужений тренер Молдавської РСР (1964)
- Медаль «20 років перемоги у Великій Вітчизняній війні 1941—1945 рр.» (1966)
- Почесна грамота ЦК ВЛКСМ (1966)
- Грамота Міністра оборони СРСР (1966)
- Почесна грамота Верховної Ради Молдавської РСР (1967)
- Заслужений тренер СРСР (1969)
- Грамота Міністра оборони СРСР (1969)
- Медаль "За доблесну працю (1970)
- Медаль «За трудову доблесть» (1972)
- Знак «Переможець Соціалістичного змагання» (1973)
- Почесна грамота Верховної Ради Молдавської РСР (1975)
- Орден «Знак Пошани» (1976)
- Почесний знак Ради Міністрів Молдавської РСР «За заслуги в розвитку фізичної культури і спорту Молдавської РСР» (1984)
- Заслужений тренер Української РСР (1990)
- Почесна грамота та Подяка голови Херсонської обласної державної адміністрації (1995)
- Медаль «300 років Російському флоту» (1996)
- Почесна грамота та Подяка голови Херсонської обласної державної адміністрації (1996)
- Почесна грамота та Подяка голови Херсонської обласної державної адміністрації (2000)
- Почесна грамота та Подяка голови Херсонської обласної державної адміністрації (2007)
- Державна стипендія Президента України видатному діячеві фізичної культури і спорту (2013)[14]